# Google Now
Google Now war eine hauseigene Erweiterung der App Google Search des US-amerikanischen Unternehmens Google. Sie diente als intelligenter persönlicher Assistent für die Betriebssysteme Android und iOS. Ab Februar 2014 war die Erweiterung auch als Entwicklerversion des hauseigenen Browsers Chrome nutzbar. Im Februar 2017 gab Google bekannt, dass Google Now Launcher im ersten Quartal des Jahres eingestellt und aus dem Play-Store entfernt werden soll. Google Now wurde durch den Google Assistant abgelöst.

## Geschichte
Google Search bietet eine Spracherkennungssoftware zur Verarbeitung von natürlich gesprochener Sprache. Als Konkurrenzprodukt zu Apples Siri und Samsungs S Voice war Google Search mit Google Now erstmals 2012 in Android 4.1 „Jelly Bean“ auf dem Galaxy Nexus verfügbar.
Am 29. Oktober 2012 erhielt Google Now ein Update über den Google Play Store, das das Hinzufügung von Gmail-Karten ermöglicht. Weitere Ergänzungen waren Film-, Konzert-, Aktien- und Nachrichtenkarten, die auf dem Standort des Benutzers und dem Suchverlauf basieren. Ebenfalls enthalten war die Möglichkeit, Kalenderereignisse per Spracheingabe zu erstellen, z. B. "Vereinbaren Sie am nächsten Donnerstag um 19 Uhr einen neuen Termin für ein Abendessen mit Steve".
Am 5. Dezember 2012 brachte ein Update der Google-Suchanwendung mehrere neue Funktionen in Google Now, darunter Karten für Veranstaltungen in der Nähe, die Suche per Kamera, wenn in einem Museum oder Geschäft Bordkarten per E-Mail gefunden werden (United Airlines in erster Linie, mehr Fluggesellschaften folgten). Darüber hinaus würde Google Now Karten für das Wetter für kommende Reiseziele, Geburtstagserinnerungen und monatliche Zusammenfassungen von Rad- und Wanderaktivitäten anzeigen. Zu den neuen Sprachaktionsfunktionen, die in diesem Update enthalten sind, gehören die Möglichkeit, in Google+ zu posten, Liedererkennungsfunktionen und die Möglichkeit, Barcodes zu scannen, jedoch, als das Update Search 2.5 auftauchte, entfernte Google die Funktion "Mit Kamera suchen".
Am 21. März 2013 wurde bekannt, dass Google eine iOS-Version von Google Now an Apple übermittelt habe, am 29. April 2013 wurde die App auch für iOS bereitgestellt.
Am 16. Januar 2014 wurde eine Alpha-Version von Google Now erstmals als Desktop-Variante angeboten.
Am 24. März 2014 begann Google mit der Einführung von Google Now für Google Chrome-Nutzer, die im Browser in ihr Google-Konto eingeloggt sind.
Seit Juli 2015 ist es möglich, mit Hilfe des Google-Now-Sprachassistenten WhatsApp-Nachrichten an Kontakte zu senden.
Im September 2016 wurde bekannt, dass Google den Google Now Dienst, einstellen werde, und in den Google Now Assistant integrieren werde.

## Funktionen
Der Funktionsumfang („Karten“ genannt) reicht von Wetter-, Verkehrs- und anderen Nachrichten bis zum automatischen Durchsuchen von E-Mails nach wichtigen Informationen, wie etwa Bestätigungen für Eintrittskarten zu Veranstaltungen, und wird laufend erweitert. So kann sich der Nutzer beispielsweise mit der "Sport"-Karte während und nach dem Spiel die Spielstände seiner Lieblingsteams anzeigen lassen.
Der große Unterschied von Google Now zu beispielsweise Siri ist, dass die Informationen situationsbedingt erscheinen: etwa vor einem Termin die Fahrtroute zum zugehörigen Ort oder nahe einem Kino dessen Filmprogramm.
Mit Android 6 „Marshmallow“ wurde die Funktion Now on Tap hinzugefügt, welche die gerade auf dem Bildschirm angezeigten Informationen herausliest und dazu passende Karten anzeigt.
Bekommt man zum Beispiel in einer E-Mail ein Angebot zu einem gemeinsamen Kinobesuch, werden mit Now on Tap automatisch Karten der nächsten Kinos und Informationen über laufende Filme angezeigt.

## Implementierungen
Die Google-Now-App ist standardmäßig im Google Now Launcher implementiert, im Februar 2017 wurde bekannt, dass Google noch im ersten Quartal 2017 planen würden, den Google Now Launcher nicht weiterführen zu wollen, ab März 2017 solle es außerdem Herstellern untersagt werden, den Launcher standardmäßig zu installieren.
Ersetzen wolle man den Google Now Launcher durch die Google Search Launcher Services.

## Abgrenzung
Google Search integriert unterschiedliche Dienste, weshalb eine Abgrenzung schwierig ist. Umgangssprachlich wird Google Search mit integriertem Google Now einfach als „Google Now“ bezeichnet.
| Programmteil        | Beschreibung |
| ------------------- | --- |
| Google Now          | sagt Suchanfragen mit Hilfe des Google Prediction API voraus und zeigt diese an |
| Google Voice Search | in die Suche integrierte Spracherkennung; nicht zu verwechseln mit Google Voice |
| Google Search       | Suche von Google, wobei Suchergebnisse über Knowledge Graph teilweise mit semantischen Informationen angereichert werden. Die semantischen Informationen werden dabei wie Google-Now-Ergebnisse als Karten angezeigt. |
| Voice Action        | führt vordefinierte Befehle auf dem Betriebssystem aus |